# 伊勢長之助
伊勢 長之助（いせ ちょうのすけ、1912年2月24日 - 1973年1月1日）は、日本のドキュメンタリー映画監督、脚本家、編集技師である。

## 経歴
1912年2月24日、東京市牛込区東五軒町（現・東京都新宿区東五軒町）に生まれる。石川県立金沢第一中学（現・石川県立金沢泉丘高等学校）、慶應義塾大学経済学部を卒業後、東宝文化映画部に入社。亀井文夫監督『上海』（1938年）などに関わる。1941年、会社が日本映画社に統合されると、ジャワ島に派遣され、プロパガンダ映画を作る。
戦後、「日本ニュース」の中心スタッフとなるが、1950年、日本映画社を退社。フリーとなり、日本映画社、日本映画新社、岩波映画製作所）、東京シネマ、理研科学映画などで多くのドキュメンタリー映画を監督・編集する。1966年、有限会社伊勢編集室を設立。1973年、結腸癌で死去。
長男は映画監督の伊勢真一。

## フィルモグラフィ

### 映画
- 東京裁判-世紀の判決（1948年）
- 野球教室　投手編（1948年、日本映画社） - 監督[3]
- 野球教室　打撃編（1948年、日本映画社） - 監督[3]
- 野球教室　守備編（1948年、日本映画社） - 監督[3]
- 野球教室　作戦編（1949年、日本映画社） - 監督[3]
- その瞬間あの瞬間（1950年、日本映画社） - 監督[4]
- 輝く富士（1954年）[1]
- タービン工場（1954年）[1]
- 72,500KVA傘型水車発電機（1954年、岩波映画）[5]
- 送油風冷式　117,000KVA三相変圧器（1954年、岩波映画）[6]
- 64,700KVA水素冷却タービン発電機（1954年）[1]
- 佐久間ダム　第一部（1954年、岩波映画） - 編集[7]
- 肥料は進歩する（1954年）[1]
- 包丁式 （1954年、岩波映画） - 監督[8]
- 味（1955年）[1]
- 発電所建設の記録　第二部（1955年） - 編集[1]
- 新しい神通川（1955年、岩波映画） - 監督・脚本[9]
- 佐久間ダム　第二部（1955年） - 編集[1]
- Iron and Steel Making in Japan（日本の鉄鋼）（1955年）[1]
- 製鉄（1955年、岩波映画） - 監督・脚本[10]
- カラコルム　カラコルム・ヒンズークシ探検の記録（1956年、日本映画新社） - 構成編集
- 三重火力・記錄版（1956年）[1]
- 日本の鉄鋼（改訂版）（1956年、岩波映画） - 監督・脚本[11][12]
- 佐久間ダムの発電機（1956年、岩波映画） - 監督・脚本[13]
- 除雪車（1956年）[1]
- 新しい鉄（1956年、岩波映画） - 監督・脚本[14]
- 鉄（1956年、岩波映画） - 監督・脚本[15]
- Toshiba（1956年）[1]
- 天皇皇后陛下広畑製鉄所へ（1956年）[1]
- 鉄をつくる（1956年、岩波映画） - 監督・脚本[16]
- 造船日本の誇り　汗と花火（1957年、ＪＰＣプロ） - 構成・編集
- 鯨箱根を越ゆ（1957年、岩波映画） - 演出・脚本：編集
- 日本南極地域観測隊の記録　南極大陸（1957年、日本映画新社） - 編集
- 建設のつくる工場（1957年）[1]
- 鉄の使いみち（1957年）[1]
- This is Toshiba（1957年）[1]
- 新時代的交通工具（北京語版）（1957年）[1]
- 佐久間ダム　第三部　建設の凱歌（1957年、岩波映画）
- Japan on Wheels （1957年）[1]
- 進水式（1957年）[1]
- 遭難　谷川岳の記録（1957年、岩波映画） - 編集
- 黒部峡谷（1957年、日本映画新杜） - 編集
- 赤道直下一万粁　アフリカ横断（1958年、日本映画新社） - 編集
- 新しい鉄の時代（1958年、岩波映画） - 監督・脚本[17]
- 新厚板工場（1958年、岩波映画） - 監督・脚本[18]
- 三菱日本重工（1958年）[1]
- Sakuma Project（1958年）[1]
- ミクロの世界　結核菌を追って（1958年、東京シネマ） - 編集[19]
- たのしい科学シリーズ　雪の結晶（1958年、岩波映画） - 監督・編集[20]
- 佐久間ダム（総集編）（1958年、岩波映画） - 編集[21]
- 新しい中径管工場（1958年、岩波映画） - 脚本[22]
- 黒部川第四水力発電所建設記録　第一部　黒部峡谷（1958年、日本映画新社） - 編集[21]
- 黒部川第四水力発電所建設記録　第二部　地底の凱歌（1958年、日本映画新社） - 編集[21]
- 川崎重工業（1958年、東京シネマ） - 編集[23]
- 花嫁の峰　チョゴリザ（1959年、日本映画新社） - 構成・編集
- 瀬戸内海（1959年、関西映画） - 監督
- 新しい製鉄所（1959年、岩波映画） -　監督・脚本・編集[24]
- 日本鋼管（1959年）[1]
- 海に築く製鉄所　八幡製鐵戸畑製造所建設の記録 （1959年、岩波映画） - 演出・脚本[25]
- メタルフォーム　第一部（1959年、岩波映画） - 監督・脚本[26]
- メタルフォーム　第二部（岩波映画） - 脚本[27]
- 国づくりからこめづくりまで（1959年、岩波映画） - 脚本[28]
- マッキンレー征服（1960年、東映教育映画部） - 構成・編集
- サラームアライコム（1960年）[1]
- ジンコート（1960年）[1]
- 高炉セメント（1960年、岩波映画） - 監督・脚本[29]
- たのしい科学シリーズ　海に築く製鉄所１（1960年、岩波映画） - 監督・脚本[30]
- たのしい科学シリーズ　海に築く製鉄所２ （1960年、岩波映画） - 監督・脚本[31]
- 大ダム（1960年、岩波映画） - 監督・脚本[32]
- 新しい水の恵み（1960年、岩波映画） - 脚本[33]
- Mail of Japan（1961年）[1]
- トンネルとメタルフォーム（1961年＆1962年、岩波映画） - 監督・脚本[34]
- 鉄ものがたり（1962年、岩波映画） - 監督・脚本・構成　※漫画映画。演出助手・制作進行は高畑勲[35]
- 巨船ネス・サブリン（1962年、岩波映画） - 脚本・企画[36]
- 鉄の世紀（1962年、岩波映画） - 監督・脚本[37]
- 豪雪に築く　奥只見ダム建設の記録（1962年、岩波映画） - 監督[21]
- 現代をつくる　鉄の型枠メタルフォーム（1962年）[1]
- パルスの世界　エレクトロニクスと生体と（1962年、東京シネマ） - 編集[38]
- 三菱日本重工（再改定）（1962年、岩波映画） - 脚本[39]
- 明日の鉄鋼（1962年、岩波映画） -　監督[40]
- ワイドフランジ　へどろに建つ製鉄所（1962年、岩波映画） -　脚本[41]
- 奥只見ダム　第二部（1962年、岩波映画） -　構成・編集[21]
- 鉄は日伯を結ぶ（1963年、岩波映画） -　監督・脚本[42]
- 東京の下水道（1963年、岩波映画） -　脚本[43]
- 未来をつくる製鉄所（1963年、岩波映画） -　監督・脚本[44]
- ガス工場建設の記録1964年、岩波映画） -　脚本[45]
- 或る出版社　五十年（1965年、岩波映画） - 構成　※監督：羽仁進[46]
- 海に築く製鉄所（改訂版）（1965年、岩波映画） - 監督・脚本[47]
- 血と涙と墓場（1966年、弘城興業社映画部） - 構成・編集
- 富士山直滑降（1966年、東京福原フィルムス） - 構成・編集
- 大昭和製紙健闘の記錄　地球を喰う（1966年、ニラサワフィルム）
- スキー野郎　氷河大滑降（1967年、東京福原フィルムス） - 構成・編集
- 日本人ここにあり（1967年、理研映画） - 編集
- 日本の印刷（1969年、岩波映画） - 監督・脚本[48]
- よみがえる谷間（1970年、岩波映画） - 監督[49]
- 海底に挑むパイプライン　西部石油・海底管の記録（1970年、岩波映画） - 監督[50]
- 日本万国博（1971年、社団法人ニュース映画製作者連盟） - 脚本・構成・編集　※監督：谷口千吉
- 森と人の対話（1972年）- 監督 ※遺作[51]

### テレビ
- 味の素ミュージック・レストラン（1953年、日本テレビ）[1]